# L'avventura
Pour la chanson de Stone et Charden, voir L'avventura (chanson).
Série Trilogie de l'incommunicabilité
La Nuit
(1961)
Pour plus de détails, voir Fiche technique et Distribution.
L'avventura est un film franco-italien de Michelangelo Antonioni, sorti en 1960. 
Développé à partir d'une histoire d'Antonioni avec les coscénaristes Elio Bartolini et Tonino Guerra, le film raconte la disparition d'une jeune femme (Lea Massari) lors d'un voyage en bateau en Méditerranée, et sa recherche par son amant (Gabriele Ferzetti) et sa meilleure amie (Monica Vitti) qui s'ensuit. Le film a été tourné à Rome, dans les îles Éoliennes et en Sicile en 1959, dans des conditions financières et physiques difficiles. Le film est connu pour son rythme inhabituel, qui met l'accent sur la composition visuelle, l'ambiance et les personnages plutôt que sur le développement narratif traditionnel.
L'avventura a été nommé pour de nombreux prix et a reçu le Prix du jury au Festival de Cannes 1960. Le film a fait de Monica Vitti une vedette internationale. Selon une nécrologie d'Antonioni, le film « a systématiquement subverti les codes, les pratiques et les structures cinématographiques en vigueur à l'époque ». Premier volet d'une trilogie de l'incommunicabilité (suivi par La Nuit, 1961, et L'Éclipse, 1962), il impose Antonioni comme un des grands maîtres de la modernité cinématographique. Le film influencera par la suite plusieurs réalisateurs du cinéma d'auteur, dont Apichatpong Weerasethakul, Jia Zhangke et Hirokazu Kore-eda.

## Synopsis
Anna et son amie Claudia se retrouvent dans la villa du père d'Anna avant d'embarquer pour un voyage en yacht le long de la Méditerranée. Elles se rendent à Rome pour rencontrer Sandro, le petit ami d'Anna, près de pont Fabricius. Pendant que Claudia attend en bas, Anna et Sandro font l'amour dans sa maison. Sandro conduit ensuite les deux femmes jusqu'à la côte où elles rejoignent deux couples aisés pour leur voyage. Le lendemain, le groupe atteint les îles Éoliennes et Anna se jette à l'eau pour se baigner. Sandro la suit lorsqu'elle prétend avoir vu un requin, mais il découvre plus tard qu'il s'agissait d'un canular.
Au cours de leur voyage, Anna confie à Sandro qu'elle est mécontente de ses fréquents voyages d'affaires, mais il ne tient pas compte de ses inquiétudes et fait une sieste sur les rochers. Plus tard, Corrado s'inquiète du temps qu'il fait et décide de quitter l'île. Cependant, Anna disparaît et Sandro pense d'abord qu'il s'agit d'une blague. Puisqu'elle ne réapparaît pas, ils entreprennent de quadriller l'île mais ne trouvent rien. Sandro, Corrado et Claudia restent sur place pour poursuivre les recherches, tandis que les autres préviennent les autorités. Pendant les recherches, Sandro s'offusque lorsque Claudia suggère que sa négligence a pu jouer un rôle dans la disparition d'Anna.
La police effectue des recherches approfondies mais ne trouve rien, et le père d'Anna arrive. Sandro décide d'enquêter sur les contrebandiers des environs, mais avant de partir, il embrasse Claudia, ce qui la surprend. Elle décide de chercher seule sur d'autres îles et ils se donnent rendez-vous plus tard à Palerme. Sandro se rend compte que les passeurs n'ont aucune information sur la disparition d'Anna. Lorsque Claudia arrive, ils se rencontrent à la gare et leur attirance est évidente, mais Claudia le pousse à partir. Elle monte dans un train pour Palerme et, au moment du départ, Sandro saute à bord. Claudia est contrariée, mais Sandro veut céder à la tentation. Claudia est troublée par la facilité avec laquelle la nature de leurs relations peuvent changer. Sandro cède et descend du train à Castroreale.
À Messine, Sandro rencontre le journaliste Zuria, qui suggère qu'Anna a peut-être été vue par un pharmacien à Troina. Sandro soudoie Zuria pour qu'il rédige un article sur le sujet et se rend à Troina. Pendant ce temps, Claudia arrive à la villa de Corrado, où personne ne prend la disparition d'Anna au sérieux. Claudia part pour Troina après avoir lu l'article de Zuria. A Troina, Sandro et Claudia retrouvent le pharmacien, qui prétend avoir vendu des tranquillisants à Anna. Ils apprennent que la femme identifiée par le pharmacien est partie pour Noto, dans le sud de la Sicile. Ensemble, ils roulent vers le sud, s'arrêtent dans un village désert avant de faire l'amour sur une colline surplombant la ville. À Noto, ils cherchent Anna à l'hôtel Trinacria, mais ne trouvent rien. Claudia reste partagée entre ses sentiments pour Sandro et sa loyauté envers Anna.
À la Chiesa del Collegio, Sandro révèle sa déception quant à sa carrière et demande Claudia en mariage, mais celle-ci refuse. Le lendemain matin, ils semblent tous deux passionnément amoureux, mais Claudia résiste à ses avances et propose de partir. À Taormine, Sandro et Claudia séjournent à l'hôtel San Domenico Palace pendant que le patron de Sandro et sa femme préparent une fête. Claudia décide de ne pas y participer, tandis que Sandro observe les femmes et reconnaît Gloria Perkins, une belle écrivaine de 19 ans, aspirante actrice, qui est en fait une prostituée hors de prix. Plus tard, Claudia cherche Sandro et le trouve en train d'embrasser Gloria. Le cœur brisé, Claudia s'enfuit et Sandro la suit jusqu'à la terrasse de l'hôtel. Là, ils pleurent tous les deux et Claudia pose énigmatiquement sa main sur la tête de Sandro, tandis qu'ils regardent l'Etna au loin.

## Fiche technique
- Titre original et français : L'avventura
- Réalisation : Michelangelo Antonioni
- Scénario : Michelangelo Antonioni, Tonino Guerra et Elio Bartolini
- Musique : Giovanni Fusco
- Chef décorateur : Piero Poletto
- Costumes : Adriana Berselli
- Photographie : Aldo Scavarda
- Son : Claudio Maielli
- Montage : Eraldo Da Roma
- Production : Amato Pennasilico
- Sociétés de production : Cino Del Duca et Société Cinématographique Lyre
- Société de distribution : Cino Del Duca (Italie), Athos Films (France), Janus Films (États-Unis)
- Pays d'origine : Italie- France
- Format : Noir et blanc, 35mm, 1,37:1, Son mono
- Langue : italien
- Genre : drame
- Durée : 143 minutes
- Date de sortie en France :
  - 15 mai 1960 en avant-première au festival de Cannes
  - 28 octobre 2020, ressortie en version restaurée 4K, distribution Théâtre du Temple

## Distribution

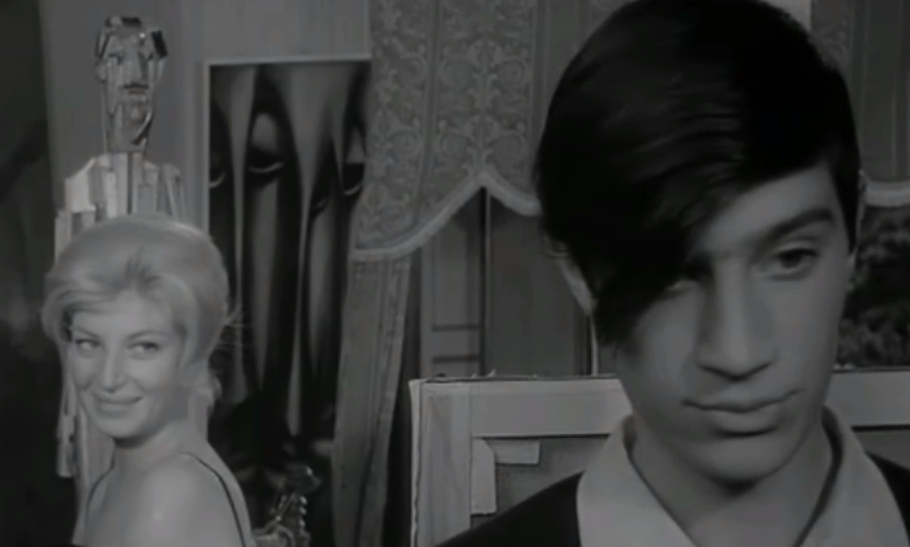
Monica Vitti et Giovanni Petrucci.

- Gabriele Ferzetti  (VF : Jean-Francois Laley) : Sandro
- Monica Vitti  (VF : Claire Guibert) : Claudia
- Lea Massari (V.F. : Anne Caprile) : Anna
- Dominique Blanchar : Giulia
- Renzo Ricci  (VF : Yves Brainville) : le père d'Anna
- James Addams : Corrado
- Dorothy De Poliolo  (VF : Michele Bardollet) : Gloria Perkins
- Lelio Luttazzi  (VF : Andre Valmy) : Raimondo
- Giovanni Petrucci : le prince Goffredo (le jeune peintre amateur)
- Esmeralda Ruspoli : Patrizia
- Jack O'Connell : le vieil homme de l'île
- Enrico Bologna : Franco Cimino
- Giovanni Danesi : le photographe
- Rita Molè
- Renato Pinciroli  (VF : Henri Cremieux]) : Zuria, le journaliste
- Angela Tommasi Di Lampedusa : la princesse
- Vincenzo Tranchina : le professeur Cucco

## Production
« L'avventura est un film amer, souvent douloureux. La douleur des sentiments qui finissent ou dont on entrevoit la fin au moment où ils naissent. Tout ceci raconté dans un langage que j'ai cherché à dépouiller de tout effet. »

— Michelangelo Antonioni

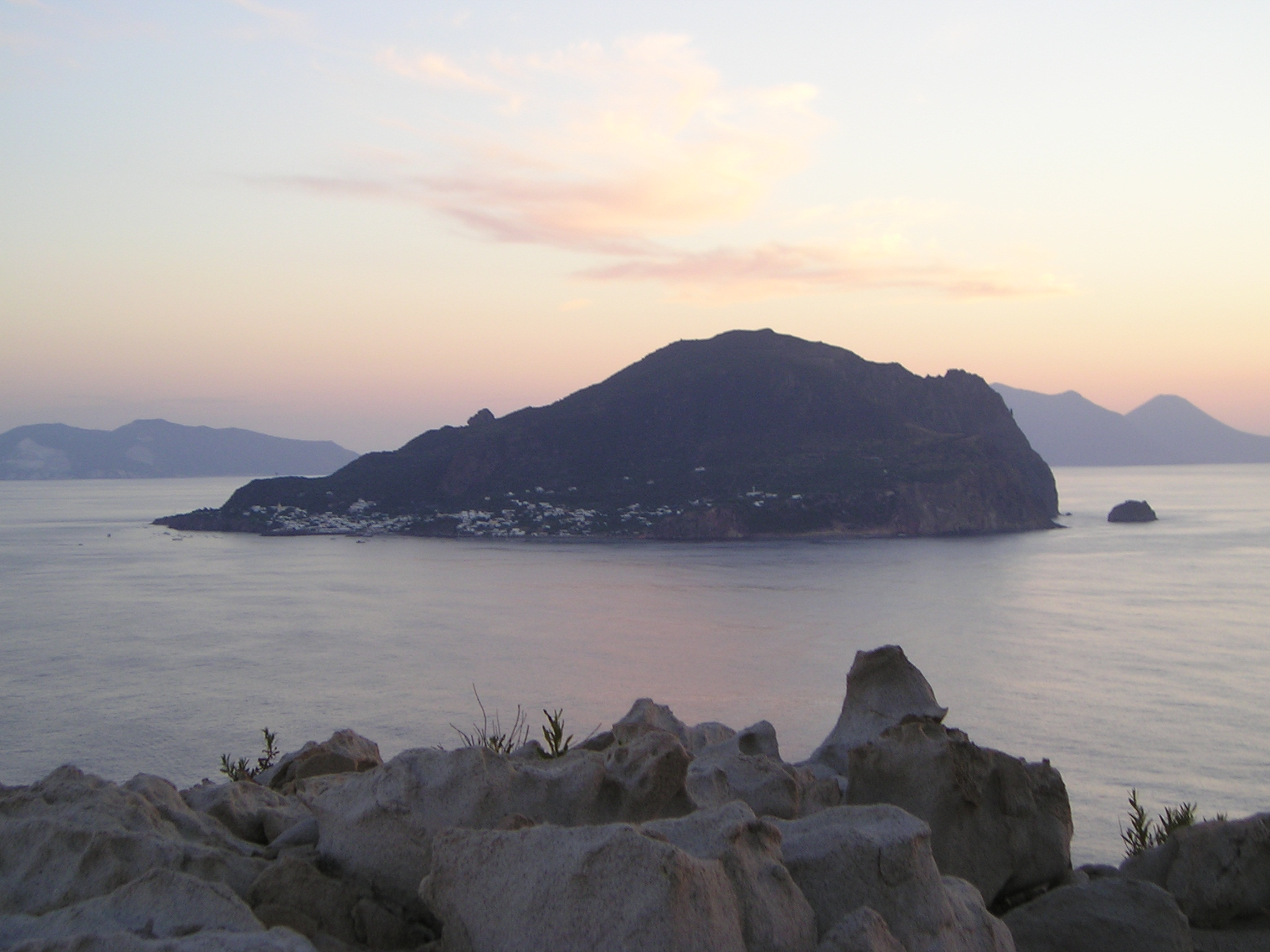
Île de Panarea.
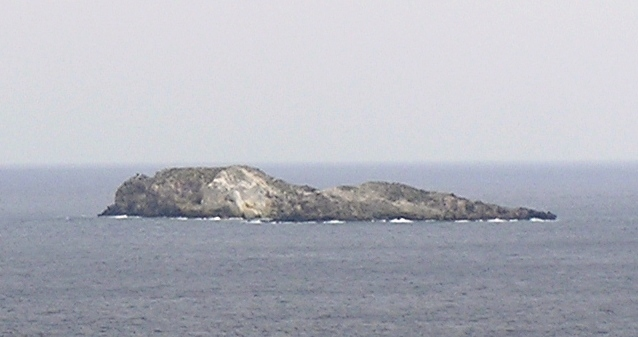
Îlot de Lisca Bianca.

Initialement financé par des maisons de production italiennes, L'avventura est tourné dans des conditions extraordinairement difficiles. « L'équipe part pour les îles Éoliennes, archipel faiblement peuplé situé en mer Tyrrhénienne, au nord de la Sicile. Elle s'installe sur l'île de Panarea (dépourvue d'électricité, d'eau chaude et de téléphone. […] Pour le tournage proprement dit, elle se rend quotidiennement à Lisca Bianca, un îlot rocheux désert, privé de ponton, et d'accostage dangereux. En l'absence du yacht qu'on leur avait promis, les acteurs et le matériel, y compris les générateurs électriques, sont transportés dans un vieux canot à rames. »
On peut ajouter d'autres incidents : Lea Massari a une crise cardiaque pendant le tournage et doit s'absenter ; la séquence du train est l'expérience la plus dramatique pour l'ingénieur du chemin de fer.
Les producteurs italiens ne remplissant pas leur contrat, Antonioni et son équipe se retrouvent bientôt échoués à Panarea. De plus, les conditions climatiques se dégradent. Deux techniciens manquent de se noyer. La nourriture et l'eau potable sont insuffisantes. La majorité des techniciens entament alors une grève de protestation. C'est en définitive de France qu'arrivent les fonds nécessaires à la poursuite de l'entreprise.
Michelangelo Antonioni dira néanmoins de L'avventura qu'elle fut son expérience la plus passionnante : 

« J'ai vécu cinq mois extraordinaires. […] Et je crois que cela se sent dans le film. Ce qui me demandait le plus grand effort était de m'isoler de tout ce qui pouvait survenir. […] on tournait sans producteur, sans argent, sans vivres, souvent en risquant sa vie en mer, où sévissait sans cesse la bourrasque. […] Nous assistions à des spectacles naturels d'une beauté bouleversante. Ma tâche consistait à ne faire entrer dans le film que ce qu'il s'avérait nécessaire de retenir, de faire en sorte que le film ait son climat et non celui dans lequel nous vivions. […] Il faut se souvenir que le metteur en scène est le seul qui doit demeurer constamment lucide, quoi qu'il advienne. Il m'a fallu serrer les dents. Quand le film fut fini, je me suis senti vidé. »

### Lieux de tournage
Outre les îles Éoliennes, des scènes de la seconde partie du film ont été tournées à Schisina, un village fantôme de la commune de Francavilla di Sicilia, situé dans la vallée de l'Alcantara. Des scènes de la fin ont été tournées à Casalvecchio Siculo, ainsi qu’au San Domenico Hotel. 

## Accueil
Michelangelo Antonioni se rend au festival de Cannes, en 1960, où son film est présenté en avant-première. Au cours de la séance, le film est accueilli par des huées et des sifflets et fait l'objet de moqueries et bâillements d'ennui. « Pour nombre de critiques et de spectateurs, le non-respect des conventions du film policier — Antonioni décrit le film comme un giallo in rovescia (polar à l'envers) — est proprement inadmissible. »
« Qu'est-ce qui peut autant agacer le public privilégié et, sans doute, peu sophistiqué du festival ? Le rythme du film, sans doute, avec des images qui s'attardent dans la réflexion, sa durée, presque deux heures et demie, ou bien peut-être le fait qu'Antonioni présente un mystère qui ne se voit jamais résolu », écrit Stig Björkman.
Dès le lendemain, cependant, 37 écrivains et artistes, parmi lesquels Roberto Rossellini, adressent à Antonioni une lettre ouverte soutenant son film et désapprouvant les réactions du public. L'avventura reçoit, en définitive, le prix du jury pour sa « remarquable contribution à la recherche d'un nouveau langage cinématographique. »
Assurant sa propre défense, Antonioni prononce un discours d'explication lors de sa conférence de presse. Le texte du réalisateur italien « élucidera non seulement ses intentions, mais restera dans les annales comme un document d'une remarquable profondeur intellectuelle, soulignant le fossé entre les progrès de la science et la morale “rigide et stylisée” répandue dans la société moderne […]. »
Dans ce texte, Antonioni ne se pose guère en moraliste : « […] mon film n'est ni une dénonciation, ni un  prêche : c'est un récit en images où j'espère qu'il est possible de saisir non pas la naissance d'un sentiment fautif, mais la façon dont aujourd'hui on se trompe dans l'ordre des sentiments », affirme-t-il humblement.
« Nous ne serions pas érotiques, c'est-à-dire malades d'Éros, si Éros était sain, et par sain j'entends juste, ajusté à la mesure et à la condition de l'homme. Il y a au contraire un malaise, et face à tous les malaises l'homme réagit mais réagit mal, sous la seule impulsion de l'érotisme, et il est malheureux. La catastrophe de L'avventura est une impulsion de ce genre ; malheureuse, mesquine, inutile », dit-il à propos de l'attitude de Sandro, l'architecte incarné par Gabriele Ferzetti.
« La conclusion à laquelle parviennent mes personnages n'est pas l'anarchie des sentiments. C'est peut-être une forme de pitié réciproque. Bien vieille aussi, celle-là, me direz-vous. Mais que nous reste-t-il  à faire si nous ne parvenons pas à être différents ? », explique le réalisateur pour évoquer la fin du film où Claudia (Monica Vitti), après avoir découvert Sandro dans les bras d'une prostituée, lui pardonne en le voyant pleurer sur un banc public.
En Italie, L'avventura sera le premier succès commercial de son réalisateur. Mais, surtout, il recevra le plébiscite de la critique internationale : en 1962, par exemple, le British Film Institute le classe deuxième parmi les meilleurs films de l'histoire du cinéma.

## Récompense
- Prix du jury au festival de Cannes en 1960[12]

## Analyse
La notion d'« aventure » pourrait s'appliquer intégralement au film. Dans un environnement naturel hostile, confronté à des conditions de tournage aléatoires et risquées, le cinéaste italien met en scène, selon ses propres termes, « des personnages qui vivent une aventure émotionnelle — elle implique la mort et la naissance d'un amour —, une aventure psychologique et morale qui les fait agir à l'encontre des conventions établies et des critères d'un monde désormais dépassé. » Il ne s'agit pas simplement d'une aventure sentimentale, au sens commun de l'expression, mais « d'une prise de risque plus grave qu'implique toute vraie relation amoureuse, en particulier en des temps marqués par la névrose et la dérive spirituelle. »
L'avventura est aussi une expérience cinématographique unique. « Moins strict dans son architecture narrative que Femmes entre elles (1955) ou que Le Cri (1957), le film représente toutefois un pas en avant du point de vue formel », écrit Aldo Tassone qui cite, d'autre part, Tullio Kezich affirmant qu'« Antonioni est allé dans ce film aux limites de l'inexprimé dans une ambiguïté assidûment recherchée, donnant naissance aux images les plus pures et les plus plastiques de son cinéma. »
Louis Seguin note également, chez Antonioni, « la volonté de pétrifier le paysage. Ni mère, ni marâtre, la nature n'est pas en harmonie avec le drame intérieur des personnages […]. »
Il s'agit, tout à la fois, d'un tournant stylistique et thématique dans la carrière d'Antonioni, estime Seymour Chatman : « Le format panoramique lui fournit un nouvel espace dans lequel composer ses plans. Il lui permet de montrer la vacuité des vies au milieu de l'abondance matérielle : yachts, élégantes demeures, voitures et hôtels de luxe », ajoute-t-il.
Autre importante innovation : l'utilisation répétée du « temps mort ». Roland Barthes remarque qu'Antonioni offre cette particularité de « regarder les choses radicalement, jusqu'à leur épuisement, en dépit de la “convention narrative” et ceci », dit-il, « est dangereux, car, regarder plus longtemps qu'il n'est demandé […], dérange tous les ordres établis, quels qu'ils soient, dans la mesure où, normalement, le temps même du regard est contrôlé par la société. »
Freddy Buache soutient, pour sa part, qu'avec L'avventura, 

« [Antonioni] écrit au moyen de la caméra un langage nouveau, à la fois complexe et limpide. […] Il ne sacrifie à aucun des schèmes formels ou dramatiques traditionnels qui ont conditionné, au sens pavlovien du terme, les réactions des spectateurs et de la critique. […] L'anecdote y est réduite à un fait divers présenté au début comme un choc bref dont l'auteur ne recueille ensuite que les résonances, semblable en cela à certains musiciens contemporains […] L'avventura est un film d'ondes, le passage presque imperceptible de cercles qui s'agrandissent à la surface d'un univers romanesque volatil. […] En définitive, la réalité profonde de l'œuvre est celle du silence qui semble à la fois disjoindre et réunir les paroles, cette zone d'attente décolorée que mettent en évidence des gestes, furtifs ou appuyés, toujours imprévisibles. »

De quel cinéma se revendique, effectivement, l'auteur de L'avventura ? Voici ce qu'il déclare à un critique de son époque : « Je déteste les mécanismes artificiels des récits cinématographiques conventionnels. La vie a une tout autre cadence, tantôt précipitée, tantôt très lente. Dans une histoire toute de sentiments comme celle de L'avventura, j'ai senti la nécessité de lier ces sentiments au temps. À un temps qui est le leur. »
Quelques mois plus tard, au cours d'un débat organisé par le Centro Sperimentale di Cinematografia de Rome, Antonioni confirme ce point de vue : « La vérité de notre vie quotidienne n'est pas mécanique, conventionnelle ou artificielle. […] Le rythme de vie ne peut être constant, il est tantôt précipité, tantôt ralenti, tantôt étale, tantôt tourbillonnant. Il y a des moments de stase, des moments très rapides, et on doit sentir tout cela dans la narration filmique pour demeurer fidèles à ce principe de vérité. »
À François Maurin, remarquant l'absence presque générale d'illustration musicale dans L'avventura, Antonioni explique : « L'accompagnement musical des films, comme on le fait en général, n'a plus aucune raison d'être. On met de la musique pour provoquer un état d'âme déterminé chez le spectateur. Je ne veux pas que ce soit la musique qui provoque cet état d'âme, mais que ce soit, au contraire l'histoire elle-même, grâce aux images qui l'expriment. Il est certain qu'il existe des moments (disons, pour nous comprendre) musicaux, dans l'articulation d'une histoire. […] Dans ces moments-là, la musique a sa fonction. Dans d'autres, on doit faire appel aux bruits, non employés avec esprit de réalisme, mais comme effets sonores, poétiquement s'entend. Dans L'avventura il m'a paru plus juste d'insister sur les bruits que sur la musique. »
Antonioni « introduit avec L'avventura un nouveau personnage féminin, émancipé, conscient et en accord avec sa féminité. » « À travers la douleur et la désillusion — toutes deux causées par la double infidélité de Sandro —, Claudia est devenue une femme. Son intégration dans la routine sentimentale aboutit à une sorte de conscience de ce qui est provisoire. À la fin, Claudia est Anna avec la prise de conscience en plus. » Le désarroi et les pleurs de Sandro suscitent son émotion : face « au naufrage, la pitié lui semble être l'ultime planche de salut. » Claudia apparaît ainsi comme le personnage le plus complexe du drame.
Claudia, c'est Monica Vitti, nouvelle étoile dans l'univers du cinéma. À partir de L'avventura, elle deviendra la compagne intime et l'égérie artistique du réalisateur. Avec Monica Vitti, l'œuvre d'Antonioni atteint un autre niveau. « Dans ce film, comme dans les trois films suivants, formant avec lui une tétralogie, c'est la femme qui tient la place centrale, comme porteuse des impératifs moraux des quatre films. »

Monica Vitti décrit ainsi sa première expérience cinématographique : 

« L'avventura a sûrement représenté l'aventure la plus “cinématographique” que je puisse imaginer, avec l'exigence de se jeter perpétuellement d'une scène à l'autre, tout en trouvant dans ces sauts la justesse émotionnelle et en conservant intact le personnage. […] Les méthodes de travail d'Antonioni ne laissent aucune place à la paresse. […] L'acteur est pour Antonioni un objet dont il peut se servir. Il est inutile de le questionner sur la signification plus profonde d'une scène, d'une réplique ou d'un geste. […] L'ensemble — ce que lui-même connaît — lui donne sa signification. Antonioni crée un monde poétique, un univers de raison et d'émotion, dans lequel l'acteur a la même place qu'un paysage ou un son. […] Il est arrivé souvent, sur le tournage du film, que je sois forcée de retenir mon tempérament et ma volonté de faire émerger des émotions cachées. […] Et ainsi s'éveille le vieux doute : et si ce que Diderot a dit était vrai, que l'on peut communiquer une émotion sans la ressentir. Ou bien doit-on la sentir au plus profond pour pouvoir l'exprimer ? Le cinéma […] offre ces deux possibilités. »

En 2015, à l'occasion de l'exposition Antonioni à la Cinémathèque française, Olivier Père écrit : « L’avventura (1960) occupe dans l’œuvre d’Antonioni la même place que La dolce vita dans celle de Fellini.
C’est un geste de rupture, une avancée vers des territoires cinématographiques inexplorés, plus radical encore que l’expérience de Fellini qui prend la forme d’un “trip” excitant et ménage aux spectateurs quelques repères et signes de reconnaissance. Ici le scénario classique se dérègle très vite. Construit autour du vide, soit la disparition prématurée et définitive d’un de ses personnages principaux, L’avventura emprunte d’abord les poncifs du drame mondain (voire du roman-photo), puis de l’intrigue policière, pour s’en détacher totalement. […] Plus proche de la peinture que du roman classique, le cinéma d’Antonioni part à la recherche de la sensation pure, scrute les affects et les névroses de ses héroïnes, la faiblesse morale et sensuelle de ses personnages masculins, sans l’intermédiaire des dialogues. »